# La Consentida
María de los Ángeles Loya Sáenz (Hidalgo del Parral, Chihuahua; 1 de octubre de 1944), conocida como La Consentida, es una cantante y actriz mexicana.
Inició su carrera en 1953, cuando grabó su primer éxito: «Gorrioncillo pecho amarillo». Fue artista exclusiva de Discos RCA Víctor, y en sus grabaciones para ese sello la acompañaba la agrupación Mariachi Vargas de Tecalitlán.
Debutó en el cine con una intervención musical en la comedia El hombre inquieto (1954), protagonizada por Germán Valdés «Tin Tan» y Joaquín Pardavé. Participó como actriz en la película Lupe Balazos (1964), junto a Lucha Moreno y Julio Aldama.

## Discografía

### Álbumes de estudio
- La Consentida, vol. 1
- La Consentida, vol. 2

## Filmografía
- El hombre inquieto (1954)
- Pies de gato (1957)
- El hombre del alazán (1959)
- Lupe Balazos (1964)